# The Spark Divine
The Spark Divine er en amerikansk stumfilm fra 1919 af Tom Terriss.

## Medvirkende
- Alice Joyce som Marcia Van Arsdale
- William Carleton som Robert Jardine
- Eulalie Jensen som Van Arsdale
- Frank Norcross
- Mary Carr